# Абевил (Алабама)
Абевил (енгл. Abbeville) град је у америчкој савезној држави Алабама. По попису становништва из 2010. у њему је живело 2.688 становника.

## Демографија
Према попису становништва из 2010. у граду је живело 2.688 становника, што је 299 (10,0%) становника мање него 2000. године.
| Група             | 2000.         | 2010.         |
| Белци             | 1.680 (56,2%) | 1.443 (53,7%) |
| Афроамериканци    | 1.193 (39,9%) | 1.113 (41,4%) |
| Азијати           | 2 (0,1%)      | 26 (1,0%)     |
| Хиспаноамериканци | 105 (3,5%)    | 82 (3,1%)     |
| Укупно            | 2.987         | 2.688         |